# Lonepine
Lonepine is een plaats (census-designated place) in de Amerikaanse staat Montana, en valt bestuurlijk gezien onder Sanders County.

## Demografie
Bij de volkstelling in 2000 werd het aantal inwoners vastgesteld op 137.

## Geografie
Volgens het United States Census Bureau beslaat de plaats een oppervlakte van
35,9 km², waarvan 35,3 km² land en 0,6 km² water. Lonepine ligt op ongeveer 872 m boven zeeniveau.

## Plaatsen in de nabije omgeving
De onderstaande figuur toont nabijgelegen plaatsen in een straal van 32 km rond Lonepine.